# Pereskia bleo
El bleo (Pereskia bleo) es una especie de cactus nativo de Panamá y Colombia. Sus hojas son utilizadas como ingrediente del plato típico del Caribe Colombiano: Mote de Queso.

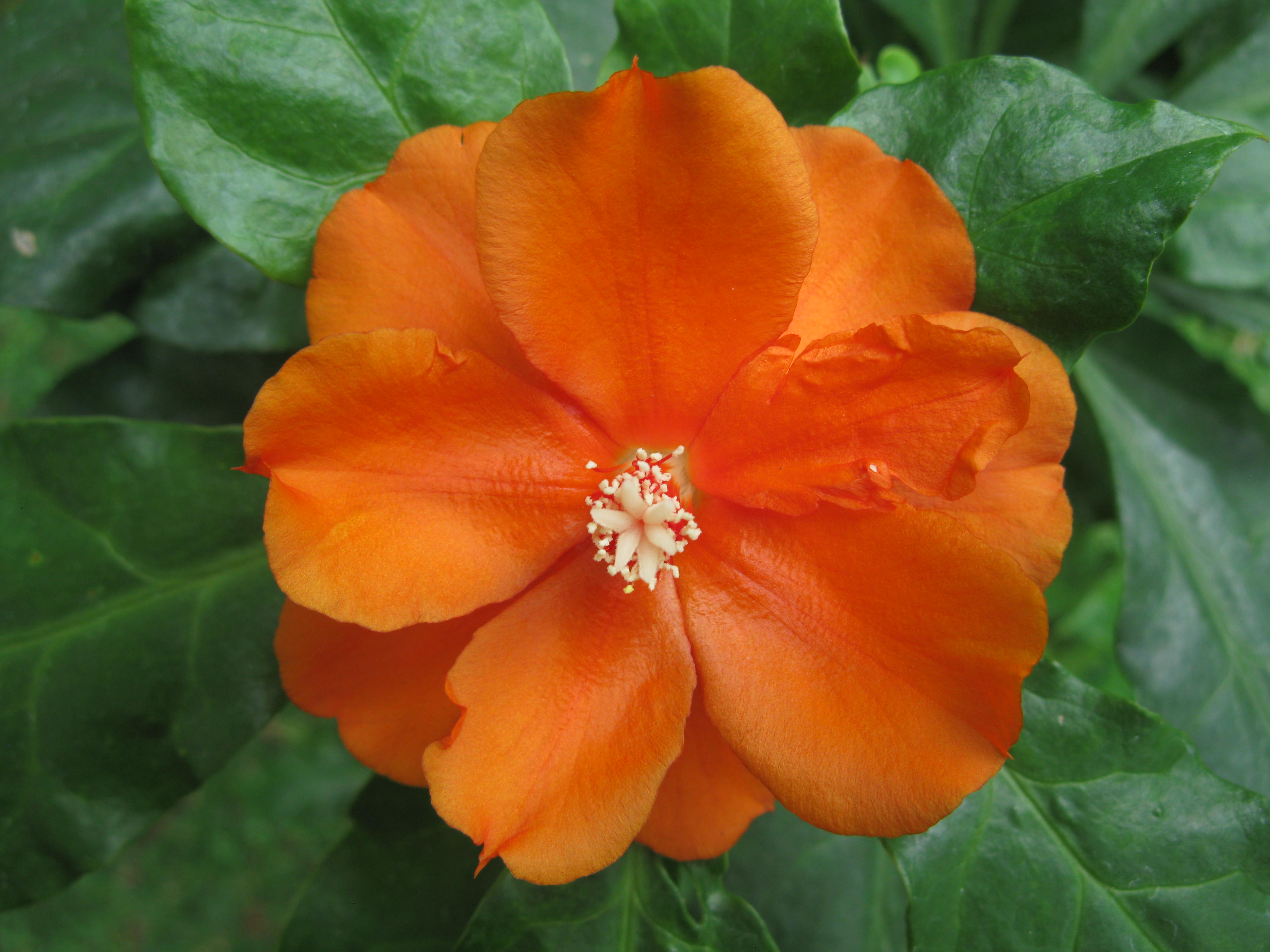
Flor

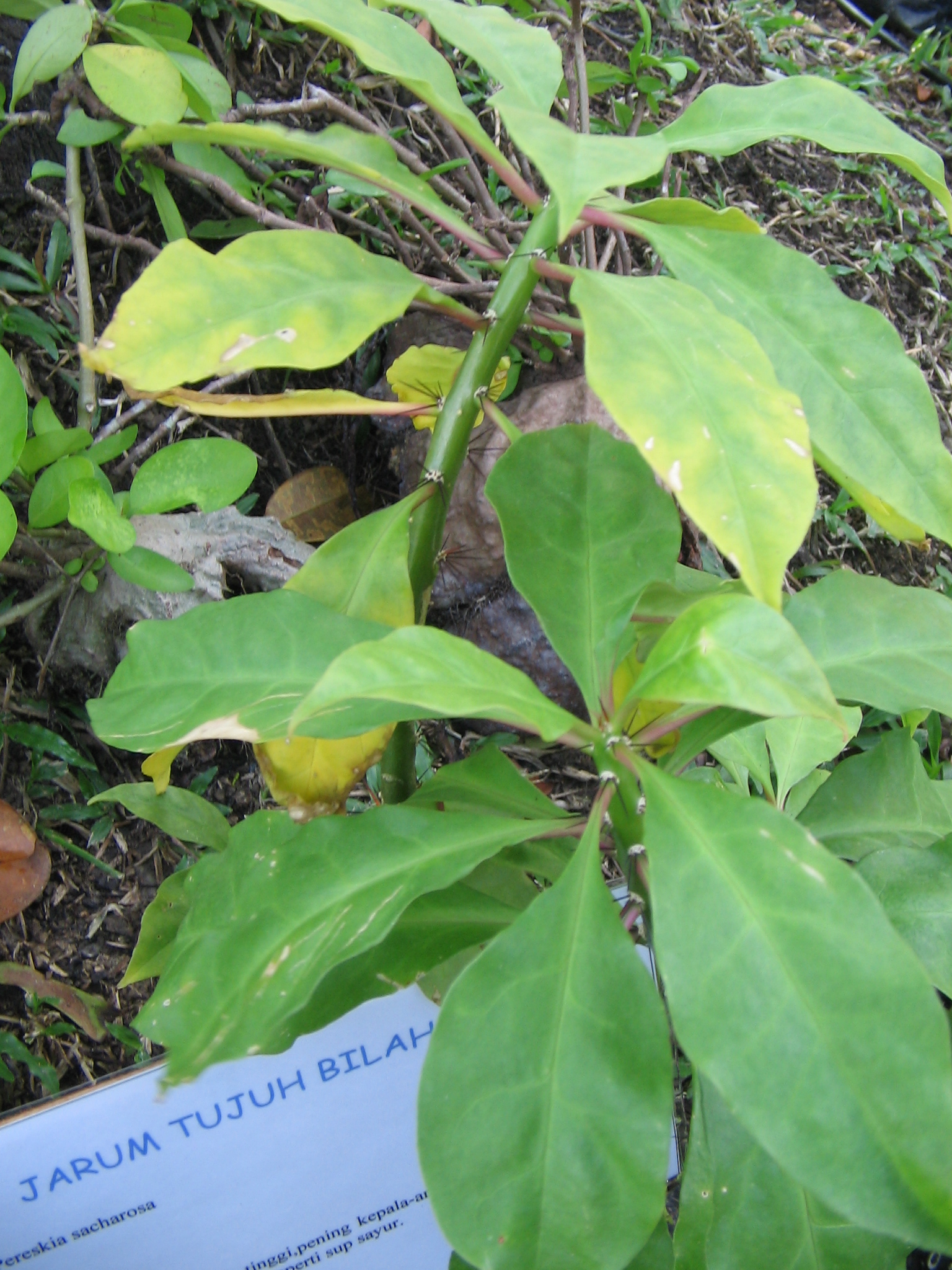
Detalle de las hojas

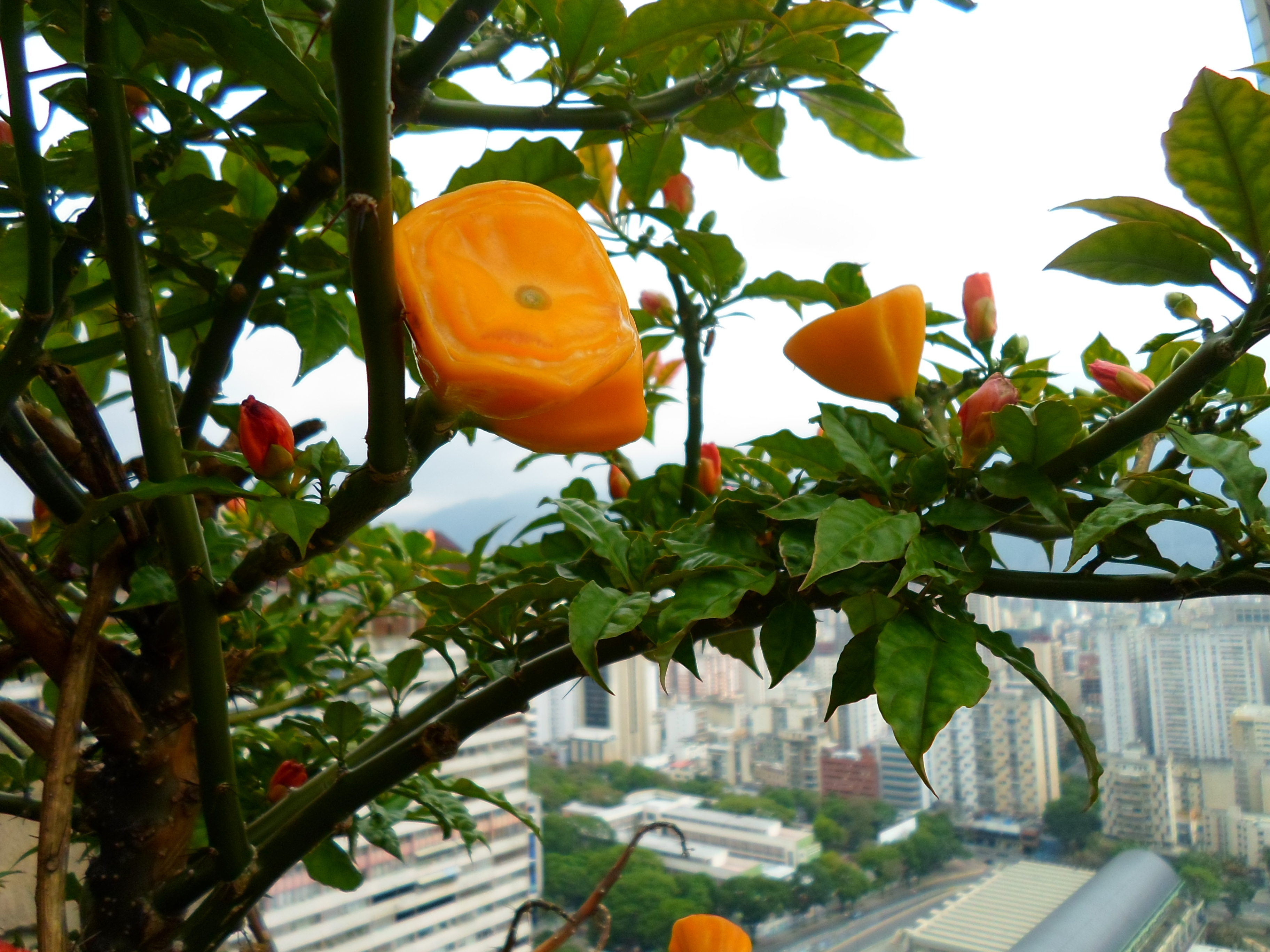
Frutos de Pereskia bleo

## Descripción
Son arbustos o árboles, que alcanza un tamaño de 1–7 m de alto, tronco distinto, ramas jóvenes suculentas; aréolas con 1–5 espinas aciculares, de 5–18 mm de largo, negras, lana corta, blanca a café-grisácea. Hojas elípticas, lanceoladas, oblongas a obovadas, de 4–18 cm de largo y 1–6 cm de ancho, ápice acuminado, base gradualmente estrechándose hacia el pecíolo, atenuada; pecíolo 5–30 mm de largo. Inflorescencia un racimo condensado con una flor terminal y 2 o más flores laterales, flores 3–4 cm de largo, brácteas receptaculares 4–5, 3–10 mm de largo y 1–2 mm de ancho; partes sepaloides del perianto 2–3, 10–20 mm de largo y 10–15 mm de ancho, verdes o con márgenes rojizos; partes petaloides del perianto 2–3 cm de largo y 1.6–2.5 cm de ancho, anaranjadas a rosado-anaranjadas; ovario desnudo, estilo de 1.5 cm de largo, lobos del estigma 5–7. Frutos turbinados, 3–6 cm de largo y de 4 cm de diámetro, truncados, amarillos, con un ombligo conspicuo; semillas de 6 mm de largo, 5 mm de grueso, lateralmente comprimidas, negras.

## Distribución
Cultivada y posiblemente escapada en las áreas más secas, zona pacífica; 0–65 m; fl y fr ago–nov; es nativa de Panamá y Colombia, donde se encuentra a lo largo de ríos y arroyos y en bosques secundarios, extendiéndose desde el nivel del mar hasta altitudes de 500 metros.

## Propiedades
Las hojas machacadas de Pereskia bleo son utilizadas para aclarar el agua potable.

## Taxonomía
Pereskia bleo fue descrita por (Kunth) DC. y publicado en Prodromus Systematis Naturalis Regni Vegetabilis 3: 475. 1828.
Etimología
Pereskia: nombre genérico llamado así en honor a Nicolas-Claude Fabri de Peiresc, botánico francés del siglo XVI, por quien también se nombró a la subfamilia Pereskioideae.
bleo: epíteto
Sinonimia
- Cactus bleo Kunth	basónimo
- Pereskia corrugata Cutak
- Pereskia cruenta Pfeiff.
- Pereskia panamensis F.A.C. Weber
- Rhodocactus bleo (Kunth) F.M.Knuth
- Rhodocactus corrugatus (Cutak) Backeb[3]

## Más información
- Morfología de los cactus
- Terminología descriptiva de las plantas
- Anexo:Cronología de la botánica
- Historia de la Botánica